# Szybka Kolej Miejska (przedsiębiorstwo)
Szybka Kolej Miejska Sp. z o.o. (SKM Warszawa, SKMWA) – spółka nadzorowana przez Zarząd Transportu Miejskiego w Warszawie i stanowiąca element Warszawskiego Transportu Publicznego. Obsługuje część linii naziemnej warszawskiej szybkiej kolei miejskiej łączącej centrum miasta z jej przedmieściami i niektórymi satelickimi miejscowościami. Właścicielem spółki jest m.st. Warszawa.
Przedsiębiorstwo świadczy usługi na istniejących trasach kolejowych zarządzanych przez PKP Polskie Linie Kolejowe. Dysponuje taborem kolejowym typu: 14WE, 19WE, 27WE, 31WEba i 35WE.

## Tabor
Na początku warszawska SKM Sp. z o.o. wypożyczyła od Szybkiej Kolei Miejskiej w Trójmieście sp. z o.o. EZT EN57-1107, który miał stanowić rezerwę. Po przybyciu zespołu 14WE-01 nakazano rozpoczęcie ruchu przy pomocy zaledwie dwóch pociągów. Awaria jednak wykluczyła 14WE-01 i ruch podjął EZT EN57-1107 w malowaniu trójmiejskim jedynie z naklejkami SKM w Warszawie. Zespół ten wielokrotnie wyjeżdżał na trasę także potem, gdy przychodziły kolejne 14WE.
Po przejściu na linię S2 zaszła znów konieczność uzupełnienia dłuższej trasy pojazdami wypożyczonymi, tym razem oklejonymi folią w sposób przypominający malowanie SKM w Warszawie (w takim malowaniu można było spotkać te zespoły potem w Trójmieście). Pierwszym z nich był EN71 (EN71-046) także wypożyczony z trójmiejskiej Szybkiej Kolei Miejskiej. Był to pierwszy skład czterowagonowy w służbie SKM w Warszawie. Musiał on jednak powrócić już po kilku tygodniach na swoją trasę do Słupska. Do Warszawy przybyły wtedy EZT z trójmiejskiej SKM EN57-1718 oraz EN57-880, które powróciły na Wybrzeże po wyprodukowaniu kolejnych zespołów – 14WE-08 i 14WE-09, które jako pierwsze w Polsce były oznakowane numerami europejskimi i miały odpowiednio numery operacyjne eksploatującego – 107 i 108. EN57-880 i EN57-1718 ponownie w 2008 roku przybyły do SKM Warszawa.
W lutym 2008 roku w posiadaniu SKM znajdowało się osiem elektrycznych zespołów trakcyjnych typu 14WE, o numerach 14WE-02 (102) oraz 101, 103, 104, 105, 106, 107 i 108. EZT te zapoczątkowały polski rejestr oznaczeń europejskich dla pojazdów trakcyjnych – serię 212. Aby zapewnić dwuzespołowe składy w marcu 2008 roku wprowadzono wypożyczone jednostki EN57-960 i EN57-1455 PKP Przewozy Regionalne z Łukowa. W połowie 2009 roku jednostki wróciły do Łukowa.
W okresie od połowy grudnia 2008 roku do października 2011 roku w barwach SKM w Warszawie (identyfikator eksploatującego SKMWA) jeździły dwie jednostki EN57 z nietypowymi numerami 3001 i 3002 służącymi jedynie za tymczasowe identyfikatory pojazdu (numery operacyjne odpowiednio 201 i 203), wyprodukowane w 1964 i 1966 oraz zmodernizowane w 2008 roku w Mińsku Mazowieckim. Są to EZT serii 5B/6B, wyprodukowane swego czasu dla Jugosławii i sprowadzone przez ZNTK Mińsk Mazowiecki. Miały one wymienione czoła i zmodernizowane wnętrza. Pozostawiono w nich rozruch oporowy, a klimatyzację zastosowano jedynie w kabinach maszynisty. Jednostki zostały pomalowane w nowe barwy warszawskiej SKM (czerwone czoła, kremowe boki z czerwono-żółtym paskiem na dole, boki w pasie okiennym pomalowane na czarno w celu upodobnienia do jednostki 14WE). Aktualnie jeżdżą one w barwach Kolei Śląskich.
Na przełomie lat 2008 i 2009 wypadła obsługa poziomu 4 utrzymania zespołu 14WE-02, który jako ostatni znany był pod starym oznaczeniem. Powrócił on już przemalowany w barwy komunikacji miejskiej oraz nowymi oznaczeniami jako 102.
W 2010 roku (od kwietnia do czerwca) do parku taborowego SKM dołączyły pojazdy 19WE w liczbie 4 sztuk. Były to pierwsze w pełni nowe elektryczne zespoły trakcyjne, wyprodukowane przez nowosądecki Newag, które w SKM otrzymały numery operacyjne 301, 302, 303 i 304.
W 2011 roku (od początku sierpnia do końca listopada) bydgoska PESA dostarczyła 13 zamówionych pojazdów ELF (27WE), w ramach projektu dofinansowanego ze środków UE pod nazwą „Uruchomienie obsługi transportem kolejowym Lotniska Okęcie im. Fryderyka Chopina”. Pozwoliło to na zwrot wypożyczonych pojazdów EN57. Nowe ELF-y zostały skierowane najpierw na linie S2 i S9, a od 1 czerwca 2012 roku, po oddaniu do użytku linii kolejowej nr 440, wszystkie zaczęły obsługiwać linie S2 Lotnisko Chopina – Sulejówek Miłosna i S3 Lotnisko Chopina – Legionowo Piaski – Wieliszew. Pojazdy 27WE otrzymały numery operacyjne od 401 do 413.
W 2012 roku (od czerwca do sierpnia) nowosądecki Newag dostarczył dla SKM 6 nowych pojazdów 35WE, które w wyniku konkursu ogłoszonego 19 marca 2012 i rozwiązanego 24 kwietnia 2012 zostały nazwane Impuls. Pojazdy 35WE zostały skierowane do obsług linii S1 i S9. W listopadzie 2012 roku SKM Warszawa skorzystała z opcji rozszerzenia zamówienia 35WE o dodatkowe 3 sztuki, które zostały odebrane w 2013 roku (od lutego do lipca). Pojazdy 35WE otrzymały numery operacyjne od 501 do 509.
10 marca 2020 roku przewoźnik rozpoczął dzierżawę dwóch pojazdów 14WE o numerach 04 i 06 od firmy Industrial Division. Okres dzierżawy upływa 31 grudnia 2022 roku.
W kwietniu 2020 spółka podpisała umowę z Newagiem na dostawę 21 nowych składów Impuls 2 (15 pięcioczłonowych oraz 6 czteroczłonowych), które mają być dostarczone w 2022 roku. W styczniu 2022 roku do Warszawy dotarły pierwsze dwa pociągi czteroczłonowe 31WEba.
| Seria            | Zdjęcie       | Producent     | Liczba członów | Liczba miejsc siedzących | Lata eksploatacji | Liczba składów                      |
| ---------------- | ------------- | ------------- | -------------- | ------------------------ | ----------------- | ----------------------------------- |
| 14WE Halny       | 14WE          | Newag         | 3              | 192                      | 2005 – teraz      | 2 własne 2 dzierżawione (Dawniej 8) |
| 19WE             | 19WE          | Newag         | 4              | 182                      | 2010 – teraz      | 4                                   |
| 27WE ELF         | 27WE          | PESA          | 6              | 274                      | 2011 – teraz      | 13                                  |
| 35WE Impuls      | 35WE          | Newag         | 6              | 218                      | 2012 – teraz      | 9                                   |
| 31WEba Impuls II |               | Newag         | 4              | 144                      | 2022 – teraz      | 6                                   |
| 45WEa Impuls II  |               | Newag         | 5              | 186                      | 2022 – teraz      | 15                                  |
| Łączna liczba    | Łączna liczba | Łączna liczba | Łączna liczba  | Łączna liczba            | Łączna liczba     | 51                                  |

### Wykaz taboru
| Oznaczenie PKP | Oznaczenie UIC        | Numer operacyjny | Uwagi                                                                              | Źródła                    |
| -------------- | --------------------- | ---------------- | ---------------------------------------------------------------------------------- | ------------------------- |
| 14WE-01        | 94 51 2 120 000 ÷ 002 | 101              | pojazd dzierżawiony oraz zakupiony przez Koleje Śląskie                            | [ 16 ] [ 3 ] [ 6 ] [ 11 ] |
| 14WE-02        | 94 51 2 120 003 ÷ 005 | 102              | pojazd zakupiony przez Industrial Division Sp. z o.o. (leasing dla Kolei Śląskich) | [ 16 ] [ 3 ] [ 6 ] [ 11 ] |
| 14WE-03        | 94 51 2 120 006 ÷ 008 | 103              | pojazd dzierżawiony oraz zakupiony przez Koleje Śląskie                            | [ 16 ] [ 3 ] [ 6 ] [ 11 ] |
| 14WE-04        | 94 51 2 120 009 ÷ 011 | 104              | pojazd zakupiony przez Industrial Division Sp. z o.o. (leasing dla Kolei Śląskich) | [ 16 ] [ 3 ] [ 6 ] [ 11 ] |
| 14WE-05        | 94 51 2 120 012 ÷ 014 | 105              | pojazd zakupiony przez Industrial Division Sp. z o.o. (leasing dla Kolei Śląskich) | [ 16 ] [ 3 ] [ 6 ] [ 11 ] |
| 14WE-06        | 94 51 2 120 015 ÷ 017 | 106              | pojazd zakupiony przez Industrial Division Sp. z o.o. (leasing dla Kolei Śląskich) | [ 16 ] [ 3 ] [ 6 ] [ 11 ] |
| 14WE-08        | 94 51 2 120 018 ÷ 020 | 107              |                                                                                    | [ 16 ] [ 3 ] [ 6 ] [ 11 ] |
| 14WE-09        | 94 51 2 120 021 ÷ 023 | 108              |                                                                                    | [ 16 ] [ 3 ] [ 6 ] [ 11 ] |
| 19WE-01        | 94 51 2 150 001 ÷ 004 | 301              |                                                                                    | [ 16 ] [ 3 ] [ 6 ] [ 11 ] |
| 19WE-02        | 94 51 2 150 005 ÷ 008 | 302              |                                                                                    | [ 16 ] [ 3 ] [ 6 ] [ 11 ] |
| 19WE-03        | 94 51 2 150 009 ÷ 012 | 303              |                                                                                    | [ 16 ] [ 3 ] [ 6 ] [ 11 ] |
| 19WE-04        | 94 51 2 150 013 ÷ 016 | 304              |                                                                                    | [ 16 ] [ 3 ] [ 6 ] [ 11 ] |
| 27WE-001       | 94 51 2 160 001 ÷ 006 | 401              |                                                                                    | [ 16 ] [ 3 ] [ 6 ] [ 11 ] |
| 27WE-002       | 94 51 2 160 007 ÷ 012 | 402              |                                                                                    | [ 16 ] [ 3 ] [ 6 ] [ 11 ] |
| 27WE-003       | 94 51 2 160 013 ÷ 018 | 403              |                                                                                    | [ 16 ] [ 3 ] [ 6 ] [ 11 ] |
| 27WE-004       | 94 51 2 160 019 ÷ 024 | 404              |                                                                                    | [ 16 ] [ 3 ] [ 6 ] [ 11 ] |
| 27WE-005       | 94 51 2 160 025 ÷ 030 | 405              |                                                                                    | [ 16 ] [ 3 ] [ 6 ] [ 11 ] |
| 27WE-006       | 94 51 2 160 031 ÷ 036 | 406              |                                                                                    | [ 16 ] [ 3 ] [ 6 ] [ 11 ] |
| 27WE-007       | 94 51 2 160 037 ÷ 042 | 407              |                                                                                    | [ 16 ] [ 3 ] [ 6 ] [ 11 ] |
| 27WE-008       | 94 51 2 160 043 ÷ 048 | 408              |                                                                                    | [ 16 ] [ 3 ] [ 6 ] [ 11 ] |
| 27WE-009       | 94 51 2 160 049 ÷ 054 | 409              |                                                                                    | [ 16 ] [ 3 ] [ 6 ] [ 11 ] |
| 27WE-010       | 94 51 2 160 055 ÷ 060 | 410              |                                                                                    | [ 16 ] [ 3 ] [ 6 ] [ 11 ] |
| 27WE-011       | 94 51 2 160 061 ÷ 066 | 411              |                                                                                    | [ 16 ] [ 3 ] [ 6 ] [ 11 ] |
| 27WE-012       | 94 51 2 160 067 ÷ 072 | 412              |                                                                                    | [ 16 ] [ 3 ] [ 6 ] [ 11 ] |
| 27WE-013       | 94 51 2 160 073 ÷ 078 | 413              |                                                                                    | [ 16 ] [ 3 ] [ 6 ] [ 11 ] |
| 35WE-001       | 94 51 2 160 079 ÷ 084 | 501              |                                                                                    | [ 16 ] [ 3 ] [ 6 ] [ 11 ] |
| 35WE-002       | 94 51 2 160 085 ÷ 090 | 502              |                                                                                    | [ 16 ] [ 3 ] [ 6 ] [ 11 ] |
| 35WE-003       | 94 51 2 160 091 ÷ 096 | 503              |                                                                                    | [ 16 ] [ 3 ] [ 6 ] [ 11 ] |
| 35WE-004       | 94 51 2 160 097 ÷ 102 | 504              |                                                                                    | [ 16 ] [ 3 ] [ 6 ] [ 11 ] |
| 35WE-005       | 94 51 2 160 103 ÷ 108 | 505              |                                                                                    | [ 16 ] [ 3 ] [ 6 ] [ 11 ] |
| 35WE-006       | 94 51 2 160 109 ÷ 114 | 506              |                                                                                    | [ 16 ] [ 3 ] [ 6 ] [ 11 ] |
| 35WE-008       | 94 51 2 160 121 ÷ 126 | 509              |                                                                                    | [ 16 ] [ 3 ] [ 6 ] [ 11 ] |
| 35WE-009       | 94 51 2 160 127 ÷ 132 | 507              |                                                                                    | [ 16 ] [ 3 ] [ 6 ] [ 11 ] |
| 35WE-010       | 94 51 2 160 133 ÷ 138 | 508              |                                                                                    | [ 16 ] [ 3 ] [ 6 ] [ 11 ] |
| 31WEba-001     | 94 51 2 150 469 ÷ 472 | 601              |                                                                                    | [ 16 ] [ 3 ] [ 6 ] [ 11 ] |
| 31WEba-002     | 94 51 2 150 473 ÷ 476 | 602              |                                                                                    | [ 16 ] [ 3 ] [ 6 ] [ 11 ] |
| 31WEba-003     | 94 51 2 150 477 ÷ 480 | 603              |                                                                                    | [ 16 ] [ 3 ] [ 6 ] [ 11 ] |
| 31WEba-004     | 94 51 2 150 481 ÷ 484 | 604              |                                                                                    | [ 16 ] [ 3 ] [ 6 ] [ 11 ] |
| 31WEba-005     | 94 51 2 150 485 ÷ 488 | 605              |                                                                                    | [ 16 ] [ 3 ] [ 6 ] [ 11 ] |
| 31WEba-006     | 94 51 2 150 489 ÷ 492 | 606              |                                                                                    | [ 16 ] [ 3 ] [ 6 ] [ 11 ] |
| 45WEa-001      | 94 51 2 150 493 ÷ 497 | 701              |                                                                                    |                           |
| 45WEa-002      | 94 51 2 150 498 ÷ 502 | 702              |                                                                                    |                           |
| 45WEa-003      | 94 51 2 150 503 ÷ 507 | 703              |                                                                                    |                           |
| 45WEa-004      | 94 51 2 150 508 ÷ 512 | 704              |                                                                                    |                           |
| 45WEa-005      | 94 51 2 150 513 ÷ 517 | 705              |                                                                                    |                           |
| 45WEa-006      | 94 51 2 150 518 ÷ 522 | 706              |                                                                                    |                           |
| 45WEa-007      | 94 51 2 150 523 ÷ 527 | 707              |                                                                                    |                           |
| 45WEa-008      | 94 51 2 150 528 ÷ 532 | 708              |                                                                                    |                           |
| 45WEa-009      | 94 51 2 150 533 ÷ 537 | 709              |                                                                                    |                           |
| 45WEa-010      | 94 51 2 150 538 ÷ 542 | 710              |                                                                                    |                           |
| 45WEa-011      | 94 51 2 150 543 ÷ 547 | 711              |                                                                                    |                           |
| 45WEa-012      | 94 51 2 150 548 ÷ 552 | 712              |                                                                                    |                           |
| 45WEa-013      | 94 51 2 150 553 ÷ 557 | 713              |                                                                                    |                           |
| 45WEa-014      | 94 51 2 150 558 ÷ 562 | 714              |                                                                                    |                           |
| 45WEa-015      | 94 51 2 150 563 ÷ 567 | 715              |                                                                                    |                           |

## Prezesi SKM
- Jerzy Obrębski (2004–2006)[17]
- Michał Hamryszak (2006–2007)[17]
- Leszek Walczak (2007–2012)[18]
- Krystyna Pękała (2012–2019)[19]
- Alan Beroud (2019–2024)[20]
- Konrad Mirowski (w 2024, p.o.)[21]
- Maria Wasiak (od 2024)[22]

## Siedziba
W latach 2004–2006, SKM zajmowała pomieszczenia biurowe w budynku Metra Warszawskiego, przy ul. Wilczy Dół 5. Od 2006 do 2010 roku siedziba spółki znajdowała się w budynku przy ul. Mińskiej 25. Natomiast od 2010 roku siedziba SKM znajduje się w budynku przy Alejach Jerozolimskich 125-127, w którym mieściła się m.in. redakcja „Expressu Wieczornego”.
Od czerwca 2012 roku SKM posiada również własne zaplecze techniczno-postojowe, stację Warszawa Szczęśliwice, zlokalizowane przy ul. Potrzebnej 54 w Warszawie. W latach 2014–2017 obiekt został gruntowanie zmodernizowany i dostosowany do potrzeb przewoźnika.